# ГЕС Leirdola
ГЕС Leirdola – гідроелектростанція на півдні Норвегії, за півтори сотні кілометрів на північний схід від Бергену. Використовує ресурс із правобережної частини сточища річки Jostedøla (Jostedalselva), яка впадає до Gaupnefjorden, малої затоки Lustrafjorden (виступаюче на північ відгалуження найбільшого норвезького фіорду – Согнефіорду).

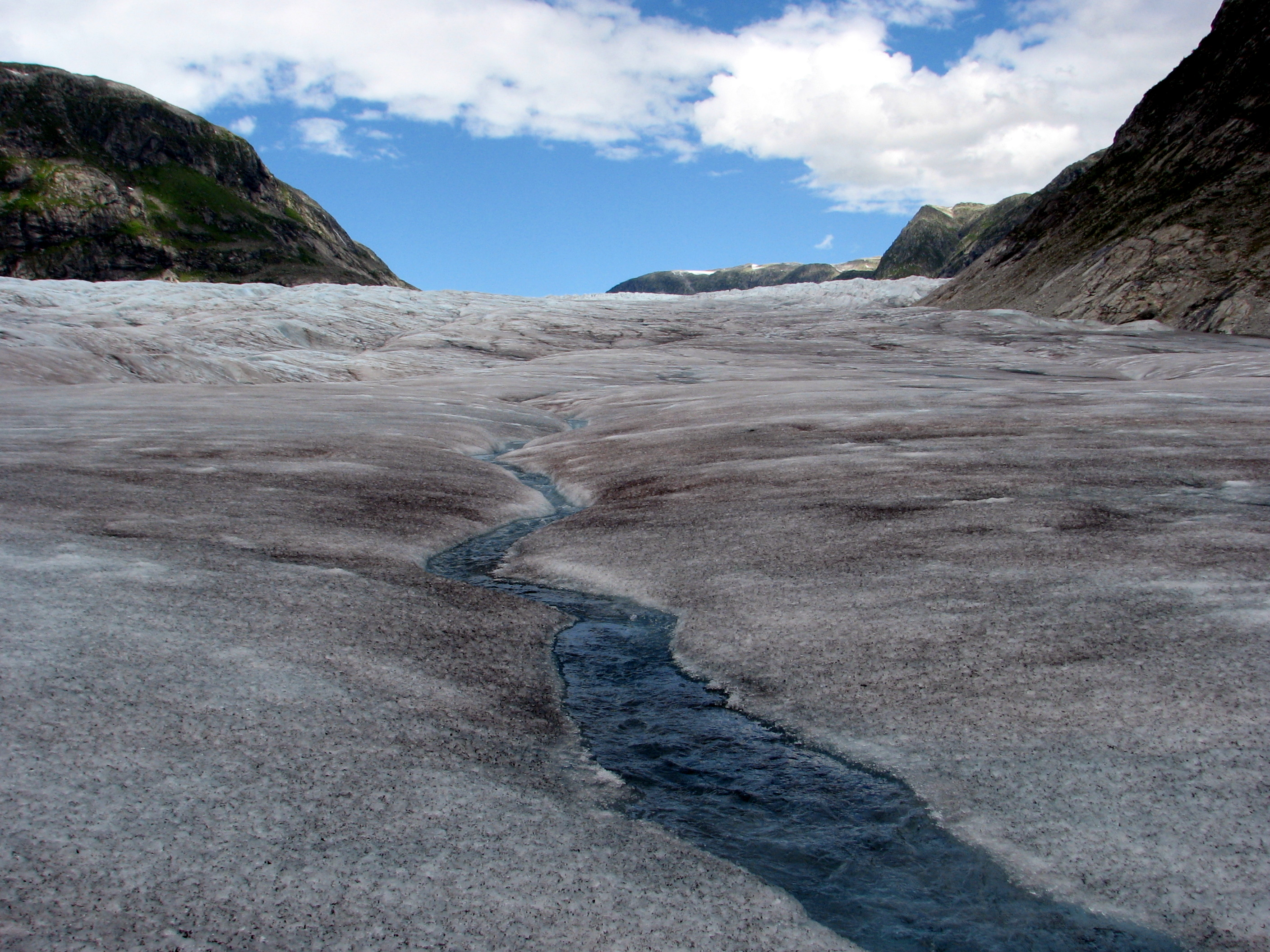
Льодовик Tunsbergdalsbreen

В межах проекту у верхів’ї річки Leirdola, яка стікає до Jostedøla з льодовика Tunsbergdalsbreen (найдовший в Норвегії – 15 км) створили водосховище Tunsbergdalsvatnet. Його утримує кам’яно-накидна гребля висотою 43 метри та довжиною 870 метрів, котра дозволяє регулювати рівень сховища між позначками 440 та 478 метрів НРМ, що забезпечує об’єм у 173 млн м3.
З Tunsbergdalsvatnet до долини Jostedøla прямує головний дериваційний тунель довжиною біля 5 км, який через вдвічі коротше бічне відгалуження приймає додатковий ресурс, захоплений із двох водозаборів на витоках річки Fonndola – ще однієї правої притоки Jostedøla.
Машинний зал станції обладнали однією турбіною типу Френсіс потужністю 125 МВт, яка при напорі у 465 метрів забезпечує виробництво майже 0,5 млрд кВт-год електроенергії на рік.
Відпрацьована вода потрапляє у відвідний тунель довжиною біля 1 км, який приєднується до аналогічної споруди ГЕС Jostedal, котра має вихід в море за 1,5 км від берега на глибині 42 метри. Така схема розроблена для кращого змішування прісної та солоної води, що зокрема запобігає зледенінню фіорда.
Можливо відзначити, що існує проект спорудження тунелю довжиною півтора десятки кілометрів для збору ресурс з інших правих притоків Jostedøla, проте станом на середину 2010-х його економічна ефективність обраховувалась як гранична.